# Holocaust Memorial Center
El Holocaust Memorial Center (HMC) en Farmington Hills, Míchigan, fue fundado por la organización Shaarit Haplaytah bajo la dirección de Rabbi Charles Rosenzveig como primer museo de memoria al holocausto en EE. UU. en 1984.
Sirve de modelo para el Holocaust Center en Washington D. C., el Tolerance Center en Los Ángeles y el Jewish Heritage Museum en Nueva York.
Desde su fundación más de 2,5 millones de personas han visitado el Holocaust Memorial Center, la mayoría de ellos alumnos y estudiantes.
Sólo en el año 2000, 4300 grupos de Míchigan, del medio oeste y de Canadá visitaron el museo.
El museo muestra los horrores de la persecución y del exterminio de los judíos en Europa por el régimen nazi.
Además, muestra los puntos culminantes de más de 2000 años de historia y cultura de un pueblo.
La biblioteca y el archivo del centro con 15000 libros y documentos en lenguas diferentes (inglés, alemán, hebreo, yidis), 1000 vídeos y numerosos microfilmes figuran entre los más importantes de los Estados Unidos.
La organización del servicio austriaco en el extranjero apoya el HMC mandando varones cumpliendo su servicio civil.
- Datos: Q875265
- Multimedia: Holocaust Memorial Center / Q875265